# Pacullidae
Pacullidae Simon, 1894 è una famiglia di ragni appartenente all'ordine Araneae.

## Caratteristiche
I ragni di questa famiglia hanno 6 occhi e tre denti sui cheliceri. Assomigliano ai ragni della famiglia Tetrablemmidae (ove erano allocati fino a pochi anni fa come sottofamiglia, Pacullinae), ma sono di dimensioni maggiori, superando sempre i 5 mm di lunghezza. hanno anche una cuticola rugosa e le femmine non hanno grandi ricettacoli membranosi.

## Distribuzione
Le 38 specie della famiglia sono ampiamente distribuite in Asia sudorientale e Indonesia.

## Tassonomia
La denominazione originaria era Pacullae, elevata al rango di famiglia da un lavoro di Thorell del 1898 (con genere-tipo Paculla Simon, 1887); il tutto confermato da un lavoro di Shear del 1978. contra un gruppo di 3 lavori : Bonnet, 1958; Brignoli, 1973e e Lehtinen, 1981 che in questi decenni più recenti l'hanno considerata sottofamiglia delle Tetrablemmidae con la denominazione Pacullinae.
Nel 2017, a seguito del lavoro di vari autori, Wheeler et al., è stata trasferita dalla famiglia Tetrablemmidae e ricostituita in famiglia con l'attuale denominazione.
Attualmente, a dicembre 2020, si compone di 4 generi e 38 specie:
1. Lamania Lehtinen, 1981 - Borneo, Cambogia, Thailandia, Malaysia, Indonesia (Celebes, Bali)
2. Paculla Simon, 1887 - Nuova Guinea, Singapore, Malaysia, Borneo
3. Perania Thorell, 1890 - Vietnam, Thailandia, Sumatra, Myanmar, Malaysia, Cina
4. Sabahya Deeleman-Reinhold, 1980 - Borneo

### Albero tassonomico
È stato proprio lo studio di Wheeler et al., del 2017 a mettere in evidenza che le Pacullidae rientrano nel clade Synspermiata, un clade che raggruppa tutti i ragni aplogini che producono gruppi incapsulati di 2-4 spermatozoi fusi tra loro. A seguito di queste analisi filogenetiche le Pacullidae sono state riconosciute come più strettamente imparentate alle Diguetidae che alle Tetrablemmidae. Insieme alle Pholcidae, confluiscono nel clade della trachea perduta, che racchiude tutte le famiglie di ragni che hanno perduto il loro sistema respiratorio posteriore.
Di seguito l'albero tassonomico del clade della trachea perduta:
|  | Plectreuridae                                             |
|  |                                                           |
|  | \| \| Diguetidae \| \| \| \| \| \| Pacullidae \| \| \| \| |
|  |                                                           |
|  | Diguetidae                                                |
|  |                                                           |
|  | Pacullidae                                                |
|  |                                                           |

|  | Diguetidae |
|  |            |
|  | Pacullidae |
|  |            |

|  | Plectreuridae                                             |
|  |                                                           |
|  | \| \| Diguetidae \| \| \| \| \| \| Pacullidae \| \| \| \| |
|  |                                                           |
|  | Diguetidae                                                |
|  |                                                           |
|  | Pacullidae                                                |
|  |                                                           |

|  | Diguetidae |
|  |            |
|  | Pacullidae |
|  |            |

|  | Plectreuridae                                             |
|  |                                                           |
|  | \| \| Diguetidae \| \| \| \| \| \| Pacullidae \| \| \| \| |
|  |                                                           |
|  | Diguetidae                                                |
|  |                                                           |
|  | Pacullidae                                                |
|  |                                                           |

|  | Diguetidae |
|  |            |
|  | Pacullidae |
|  |            |

|  | Plectreuridae                                             |
|  |                                                           |
|  | \| \| Diguetidae \| \| \| \| \| \| Pacullidae \| \| \| \| |
|  |                                                           |
|  | Diguetidae                                                |
|  |                                                           |
|  | Pacullidae                                                |
|  |                                                           |

|  | Diguetidae |
|  |            |
|  | Pacullidae |
|  |            |